# Jany Renz
Jany Renz (25 de junio de 1907, Corfú, Grecia - 10 de agosto de 1999) fue un eminente taxónomo de orquídeas griego, que vivió en Suiza.

## Biografía
Su familia se mudó a la localidad de Castel San Pietro en el cantón del Ticino, en 1914. Él y su hermano mayor Otto fueron educados por su madre. Y realizan la escuela media en Suiza, mientras sus padres retornaban a Grecia tras la Primera Guerra Mundial. Luego de graduarse se va a Grecia donde permanece dos años realizando actividades en Botánica. Luego estudia Química en Múnich, con frecuentes interrupciones por periodos en Grecia, y expediciones al norte de África y el Medio Oriente estudiando y recolectando orquídeas.
En 1936 trabaja como químico en el Grupo de Estudios del Profesor Artur Stoll en lo que era "Sandoz AG", de Basilea. En 1956, retirado Stoll, toma el manejo de la Investigación Farmacéutica Química y manufacturación de Sandoz. Se retira en 1971, y se dedica a tiempo completo a estudiar las orquídeas.
Entre 1972 y 1975, expediciona a Irán, Afganistán, y Pakistán. Toda su producción recolectada la escribe en Flora Iranica, de 1984, y en Flora of Pakistan. Y más tarde seguirá publicando:
- Flora of Turkey
- Flora of Guyana
- Flora of Bhutan, sus coautores: Pearce & Cribb, le dedicaron este texto a su memoria en aprecio a su importantu contribución a la taxonomía de la familia].

## Honores
Género de orquídeas
- Renzorchis Szlach. & Olsz.

Especies
- Silene renzii Melzh.
- Scorzonera renzii Rech.f.
- Astragalus renzianus Hub.-Mor.
- Hedysarum renzii K.H.Rechinger
- Brachionidium renzii Luer
- Dactylorhiza renzii Aver.
- Disa renziana Szlach.
- Epidendrum renzii Garay & Dunst.
- Epipactis renzii Robatsch
- Habenaria renziana Szlach. & Olsz.
- Masdevallia renzii Luer
- Ophrys renzii Soó
- Ponerorchis renzii Deva & Naithani
- Restrepia renzii Luer
- Ranunculus renzii Iranshahr & Rech.f.
- Verbascum renzii Hub.-Mor.

- La abreviatura «Renz» se emplea para indicar a Jany Renz como autoridad en la descripción y clasificación científica de los vegetales.[1]